# كارولينا أميرة بارما
كارولينا ماريا تيريزا بارما (22 نوفمبر 1770 - 1 مارس 1804) كانت كارولينا الابنة الكبرى لفرديناند دوق بارما وزوجته ماريا أماليا ارشيدوقة النمسا.